# Microstylum cinctum
Microstylum cinctum là một loài ruồi trong họ Asilidae. Microstylum cinctum được Bromley miêu tả năm 1931. Loài này phân bố ở vùng nhiệt đới châu Phi.